# Toyota Supra
La Toyota Supra (ou トヨタスープラ en japonais) est une voiture de grand tourisme produite par le constructeur automobile japonais Toyota, de 1979 jusqu'en 2002, puis à partir de 2019. La voiture a connu quatre générations successives et une cinquième plus tardivement, communément appelées MK1, MK2, MK3, MK4 et MK5 (MK étant l'abréviation de mark).

## Histoire

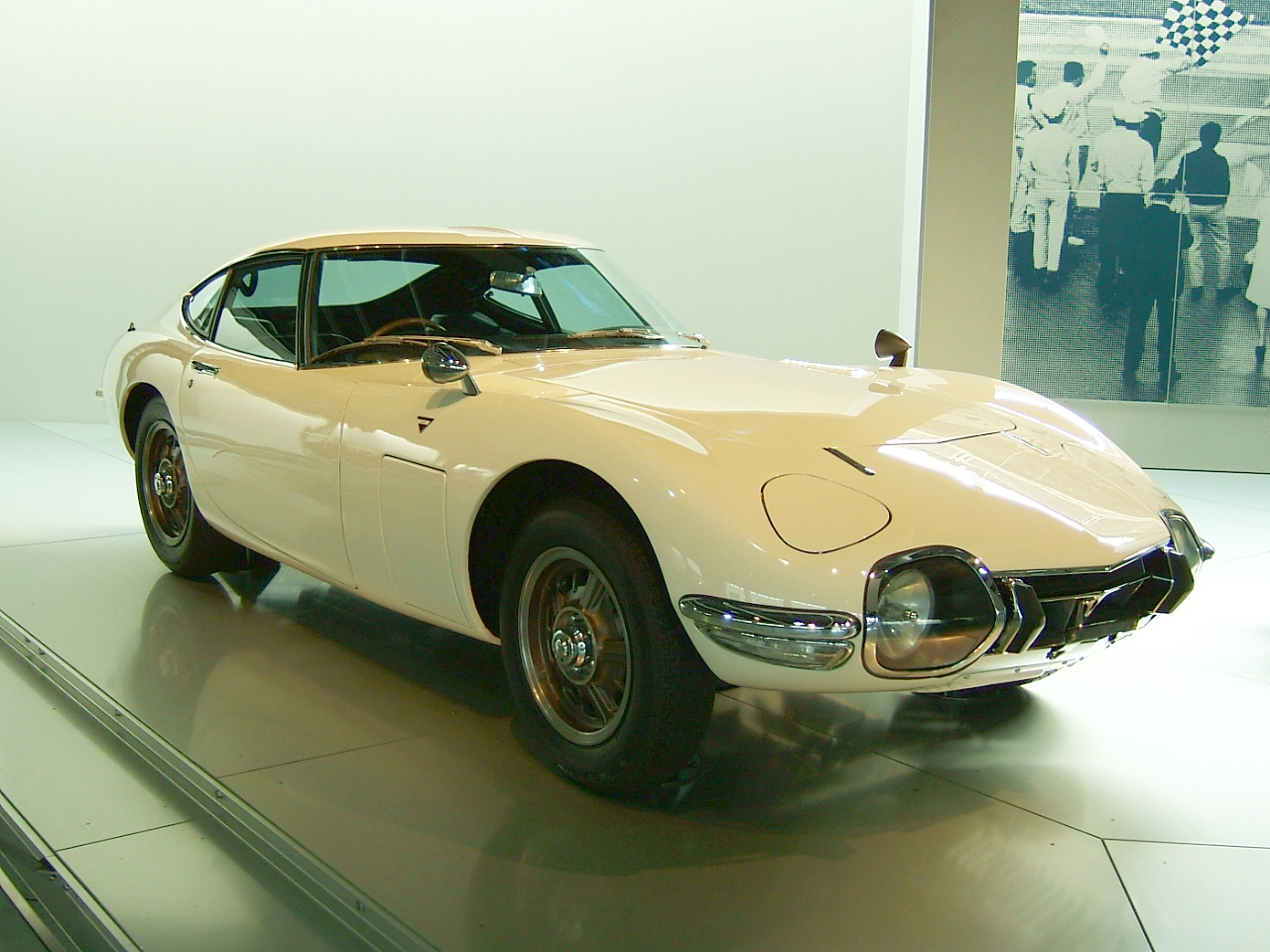
Toyota 2000 GT.

L'instigatrice de ce concept est la mythique Toyota 2000 GT (1967-1970).
La Supra a été créée par Toyota pour rivaliser avec ses concurrentes japonaises et européennes :
- la Nissan Skyline,
- la Nissan 300ZX,
- la Mitsubishi GTO,
- la Mazda RX-7,
- la Nissan Fairlady Z,
- la Nissan 200SX,
- la Subaru Impreza WRX STI.

## Première génération (A40/A50)

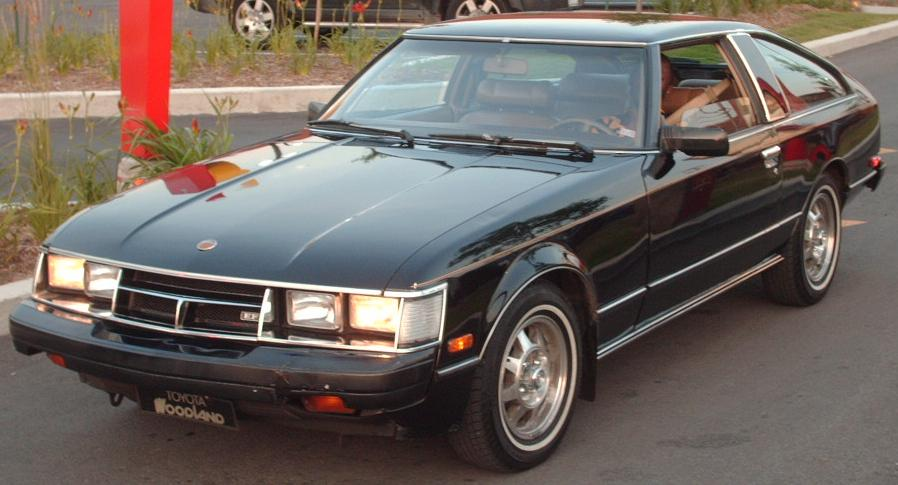
Toyota Celica Supra de première génération

Elle est produite d'avril 1978 à mai 1981, exclusivement pour les marchés japonais et nord américain. Le but de cette nouvelle gamme pour Toyota était de concurrencer les Datsun Z. La première génération de Toyota Supra a commencé son histoire sous l'appellation de Celica XX au Japon et Celica-Supra aux États-Unis. Appellation due au fait qu'elle a été développée sur la base d'une Celica Liftback, rallongée pour pouvoir recevoir un moteur six cylindres en ligne en lieu et place du quatre cylindres de la Celica. Il y a eu plusieurs moteurs injection basés sur le même bloc (M) : un 2 litres atmosphérique et turbo (M-EU et M-TEU), un de 2,6 l (4M-E) et un 2,8 l (5M-E) pour des puissances allant de 110  à   145 ch accouplé à une boîte manuelle à cinq vitesses ou automatique à quatre vitesses avec overdrive. Le différentiel auto-bloquant (LSD) était en option. Le code de ce modèle est « MA40/46/47 ».

## Deuxième génération (A60)
- Marché de commercialisation : Japon, Amérique du Nord et Europe
- C'est la première véritable Supra. Les phares rétractables font leur apparition. Son six cylindres en ligne atmosphérique de 2,8 litres et ses 170 chevaux lui ouvrent les portes du grand tourisme.

## Troisième génération (A70)
- Appellation commerciale : Supra.
- Code modèle : MA70.
- Année de fabrication : 1986 à 1993.
- La Supra reprend ce qui a fait le succès de son ainée : 6 cylindres en ligne et deux arbres à cames en tête avec 24 soupapes.
- Elle se sépare définitivement de la Celica, de par sa dénomination commerciale, sa longueur plus importante et ses roues arrière motrices (propulsion).
- On note aussi l'apparition du turbocompresseur, qui permet de passer de 204 ch (7M-GE) à 238 ch (7M-GTE) pour un poids dépassant les 1 500 kg. Le couple bondit de 260 à 344 N m.
- Les options « ordinaires » , telles que direction assistée, verrouillage centralisé, climatisation automatique, réglages électriques latéraux et lombaires du siège conducteur, régulateur de vitesse, sont de série sur la Supra. Les deux seules options disponibles en France sont le toit amovible "sport" (Targa) et l’intérieur cuir, possibles sur le modèle atmosphérique comme turbo.
- Sa cylindrée est de 2 954 cm3 : 86.3 x 91,0 mm
- Sept moteurs ont été proposés dans la Supra de troisième génération, tous sont des 6 cylindres en ligne : 1G-EU (2.0L, Simple arbre à cames en tête, 110 ch), 1G-GE (Identique au précédent mais en Double arbre à cames en tête, 140 ch), 1G-GTE (identique au précédent suralimenté par 2 Turbocompresseurs, 200 ch), 1JZ-GTE (2.5 Twin-Turbo, Double arbre à cames en tête, 280 ch), 7M-GE (3.0L Atmosphérique, Double arbre à cames en tête 204 ch), 7M-GTE (3.0L Turbo, Double arbre à cames en tête, 234 ch (Phase 1 et 2) puis 238 ch (Phase 3)) et enfin 7M-GTEU Turbo A (3.0L Turbo, Double arbre à cames en tête, 266 ch)

### A70 Phase 1
- Vendu en France de 1986 à juin 1988.
- En France exclusivement à moteur atmosphérique (sans turbo).
- Code moteur : 7M-GE.
- six cylindres en ligne.
- 204 ch.

Signes distinctifs par rapport aux autres versions :
- Pas de « nez » sur la calandre avant, mais une grille.
- Des blocs clignotant/veilleuses larges.
- Bas de pare-chocs fin avec des anti-brouillards avants en losange.
- Un intérieur (sièges, planche de bord, volant et commande de climatisation) spécifiques.
- Un aileron « simple » qui ne pose que sur la malle arrière.
- Logo rectangulaire « Supra » sur le capot.
- Des jantes semi pleines.

### A70 Phase 2
- En France avec moteur atmosphérique et turbos (7M-GTE).
- six cylindres en ligne.
- 204 ch pour l atmosphérique et 235 ch pour la turbo.

Signes distinctifs par rapport aux autres versions :
- Un nez est apparu sur le bouclier avant.
- Des blocs clignotant/veilleuses plus petits.
- Bas de pare-chocs plus imposant avec des anti-brouillards avants en rectangle.
- Un intérieur (sièges, planche de bord, volant et commande de climatisation) spécifiques, plus « modernes ».
- Un aileron qui occupe quasiment toute la largeur de l'auto et qui est pris sur la malle avec des extensions sur les ailes arrière.
- Un logo Supra rectangulaire sur le capot.
- Des jantes semi-pleines.

### A70 Phase 3
- Exclusivement des turbos (7M-GTE).
- six cylindres en ligne.
- 238 ch.
- Changement par un logo ovale Toyota sur le capot (au lieu du logo Supra rectangulaire).
- Des jantes à cinq branches.
- Lèvre de pare-chocs différente, pour amener de l'air frais sur les freins avant, à la suite de la disparition des jantes des premières phases, conçus d'origine pour évacuer la chaleur des freins.

### Série spéciale Turbo-A
- puissance : 266 ch.
- le code moteur passe à 7M-GTEU, avec des modifications importantes, principalement sur le turbocompresseur et le système d'injection.
- produite pour le rallye en groupe A et 500 exemplaires pour la route (pour pouvoir l'homologuer en groupe A) entre 1988 à 1992.
- Un large logo « Turbo A » fait son apparition sur les côtés.

### Cas particuliers pour les modèles importés
- En Allemagne et au Japon, il existe des A70 phase 1 turbo (7M-GTE). Les Phase 1 Turbo Japonaise n’étaient disponibles qu'en boite automatique.
- Les modèles allemands, quelles que soient les phases, sont reconnaissables au fait qu'ils ont des gicleurs de lave-phares intégrés sur le bouclier avant, ainsi que les phares réglables électriquement de l'intérieur, ce qui était leur équipement d'origine, et même pas des options en France. De plus, sur la baguette arrière, il est souvent écrit « mit abs ».

- Il existe aussi des cas assez rares d'A70 phase 2 atmosphérique (7M-GE).
- Les modèles Suisses ont des feux arrière avec une plaque intermédiaire prévue pour mettre une plaque d'immatriculation format US/Japonais/Suisse, ainsi que les lave-phares comme les modèles allemands, mais pas d'antibrouillard arrière.
- Les modèles US et Japonais ont des feux arrière intégrant toute la largeur avec un format de plaque US/Japonais/Suisse, sans anti-brouillards.
- Les modèles US peuvent avoir, selon les phases, l'airbag conducteur, l'ordinateur de bord, le réglage électronique des suspensions (TEMS), le système antivol. Leurs rétroviseurs ne sont pas rabattable. Elle disposent aussi d'un coffre moins profond, avec une planche rabattable cachant la roue de secours.
- Les modèles Suisses Atmosphérique ne font que 190 Chevaux, leur moteur est identique à celui de la Toyota Cressida.

## Quatrième génération (A80)
Le moteur (le 2JZ) de la Supra développe 220 ch en version atmosphérique (2JZ-GE), et 330 ch en version bi-turbo européenne et américaine (2JZ-GTE), (280ch pour les modèles Japonais) qui possède deux turbos identiques mais utilisables soit en séquentiel soit en mode normal. Cette voiture est très appréciée des divers préparateurs, constituant une bonne base de préparation avec son moteur équipé d'origine d'un bloc forgé pour effectuer des augmentations de puissance utile bien plus fortes. Certaines préparations sur cette base moteur dépassent allègrement 2 000 ch.

### Spécificités

#### Versions avec turbocompresseur
- RZ (1993 - 1995) : contrôle de traction (TRC), différentiel autobloquant (LSD), boîte manuelle 6 vitesses ou automatique 4 vitesses, toit targa en option.
- RZ-S (mai 1995 - 1996) : équipement identique au modèle RZ de 1993 à 1995 sans l'option toit targa.
- RZ (1995 - 1996) : boîte manuelle 6 vitesses, contrôle de traction (TRC), différentiel autobloquant (LSD).
- GZ : boîte automatique 4 vitesses, Contrôle de traction (TRC), différentiel autobloquant (LSD), intérieur cuir noir, toit targa en option, airbag conducteur.

#### Versions sans turbo
- SZ : ABS en option à partir de 1995, boîte manuelle 5 vitesses ou automatique 4 vitesses, toit targa en option uniquement avec la boite automatique.
- SZ-R (08.1994+) : ABS, différentiel autobloquant (LSD), boîte manuelle 6 vitesses.

### Ventes
La Supra de 4e génération (A80) s'est vendu au total à 45 221 exemplaires entre 1993 et 2002, dont environ 30 000 au Japon, 11 239 aux Etats-Unis et environ 1 500 en Europe. Quelques rares modèles sont visibles en France.  

### Apparition dans d'autres médias
Elle acquiert sa popularité grâce au film Fast and Furious. Elle est la vedette de la deuxième partie du film et de la scène finale. La Toyota Supra est visible au tout début du film suivant comme adversaire.
C'est également dans une Supra A80 blanche appartenant à Paul Walker que l'hommage est rendu à l'acteur mort avant l’achèvement du tournage de Fast and Furious 7. 
Elle apparaît également dans le jeu vidéo Grand Theft Auto Online de Rockstar Games sous le nom de Dinka Jester Classique. Il est possible de l'équiper d'un vinyle sur sa carrosserie qui ressemble fortement à la décalcomanie présente sur la Toyota Supra dans le premier film Fast and Furious. 

## Cinquième génération (A90)
Le magazine Motor Trend rapporta que la nouvelle Supra pourrait être basée sur la Toyota FT-HS (Future Toyota-Hybrid Sport), qui a fait ses débuts au North American International Auto Show de 2007. Cette voiture pourrait être motorisée par un système hybride V-6 3,5 litres de plus de 400 ch. Toyota a confié ne pas précipiter la sortie de cette hypothétique descendante de la Supra et attendait plutôt de voir l'évolution des ventes et l'intérêt pour les Toyota GT86 / Scion FR-S.
En 2010, Toyota a déposé le nom de marque Supra qui doit être utilisé dans un délai de trois ans pour qu'elle soit valide. En décembre 2011, Autoguide a signalé un possible remplacement de la Supra basé sur la Toyota 86. Tetsuya Tada, l'ingénieur en chef de la GT86 / FR-S a déclaré aux journalistes en Allemagne « le président (Akio Toyoda) m'a demandé de trouver un successeur à la Supra dès que possible. »
Fin 2013, AutoBlog annonce qu'un concept Supra serait présenté au North American International Auto Show de janvier 2014. Le 13 janvier, Toyota dévoile son nouveau concept-car FT-1. On sait peu de choses sur ce concept-car à part qu'il a un moteur avant et que c'est une propulsion. Toyota a également déclaré que ce nouveau concept-car s'inspire des anciennes voitures de sport Toyota comme les 2000GT, Supra, MR-2 et le concept-car FT-HS de 2007. Toyota n'a pas précisé si le FT-1 utiliserait le nom Supra, ou s'il était même destiné à la production. Cependant, Toyota a confié que si le FT-1 était approuvé pour entrer en production son prix de vente serait d'environ 60.000 $ US.
Le 10 février 2014, Toyota a présenté une demande au Bureau des brevets et des marques aux États-Unis pour renouveler la marque commerciale Supra.
En juin 2016, une demande d'enregistrement de marque pour la plaque signalétique Supra a été déposée auprès de l'Office de la propriété intellectuelle de l'Union européenne. Selon Autocar, la nouvelle Supra devrait faire ses débuts en 2018. La voiture comportera probablement un système hybride à quatre roues motrices. Les moteurs à quatre cylindres devraient être disponibles ainsi qu'une une version haute performance qui pourrait utiliser un V6 biturbo 943F. Le journal Kleine Zeitung a annoncé que la nouvelle Supra, développée conjointement avec BMW, serait produit dans l'usine de Magna Steyr près de Graz, en Autriche, avec le successeur du BMW Z4. Bien que le nom de la voiture de sport n'ait pas encore été officiellement confirmé, Tetsuya Tada, l'ingénieur en chef de Toyota, a déclaré qu'il portera vraisemblablement la plaque Supra, en raison de sa renommée et de son importance historique.
En mai 2022, Toyota annonce une version de la Supra GR en boîte manuelle mais uniquement avec le moteur 6 cylindres 3.0. Cette version se reconnaît au lettrage « Supra » est écrit en rouge sur la malle arrière. Le lancement est prévu pour début 2023.

Toyota Supra GR 2019
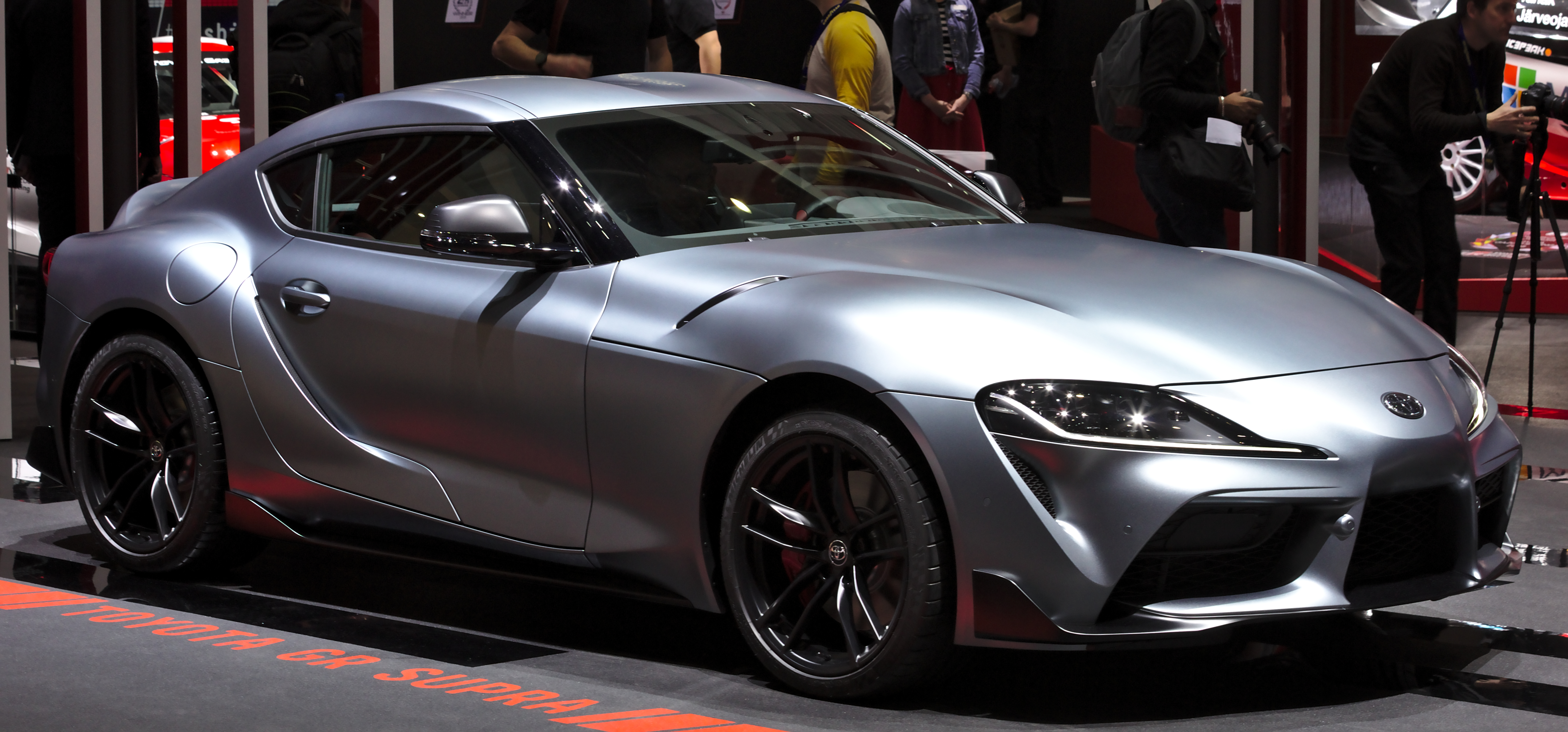
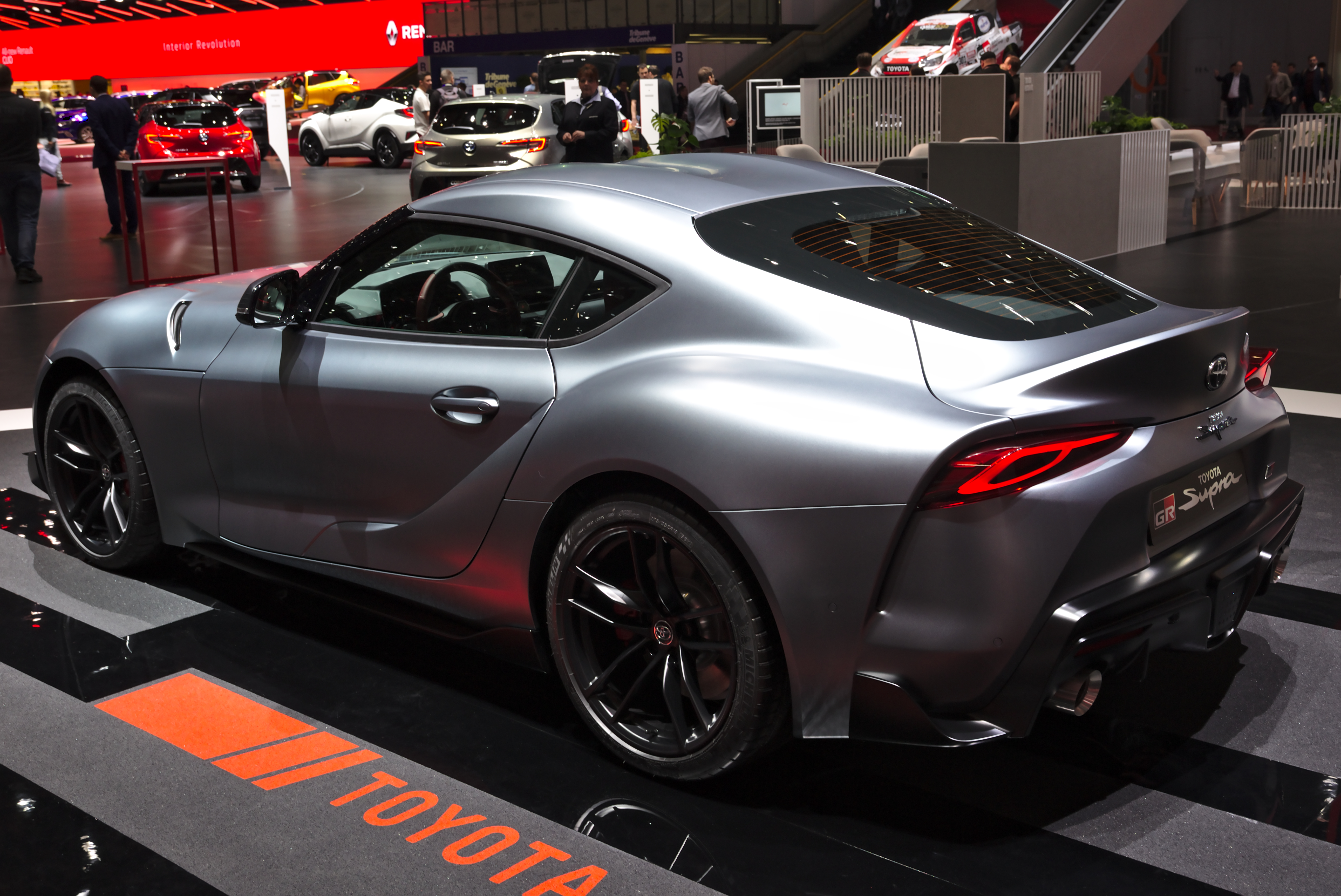

Toyota FT-1 Concept 2014
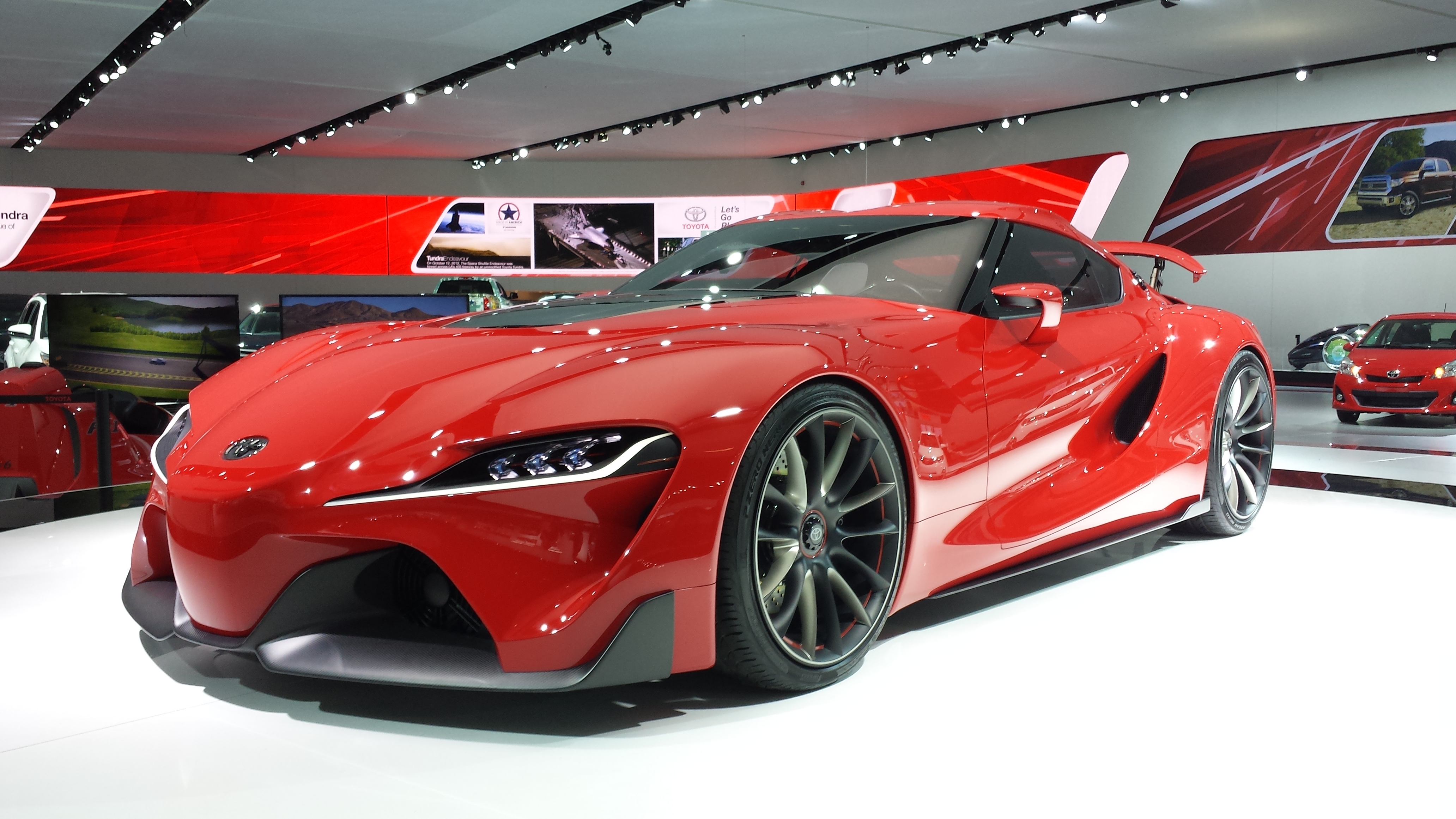
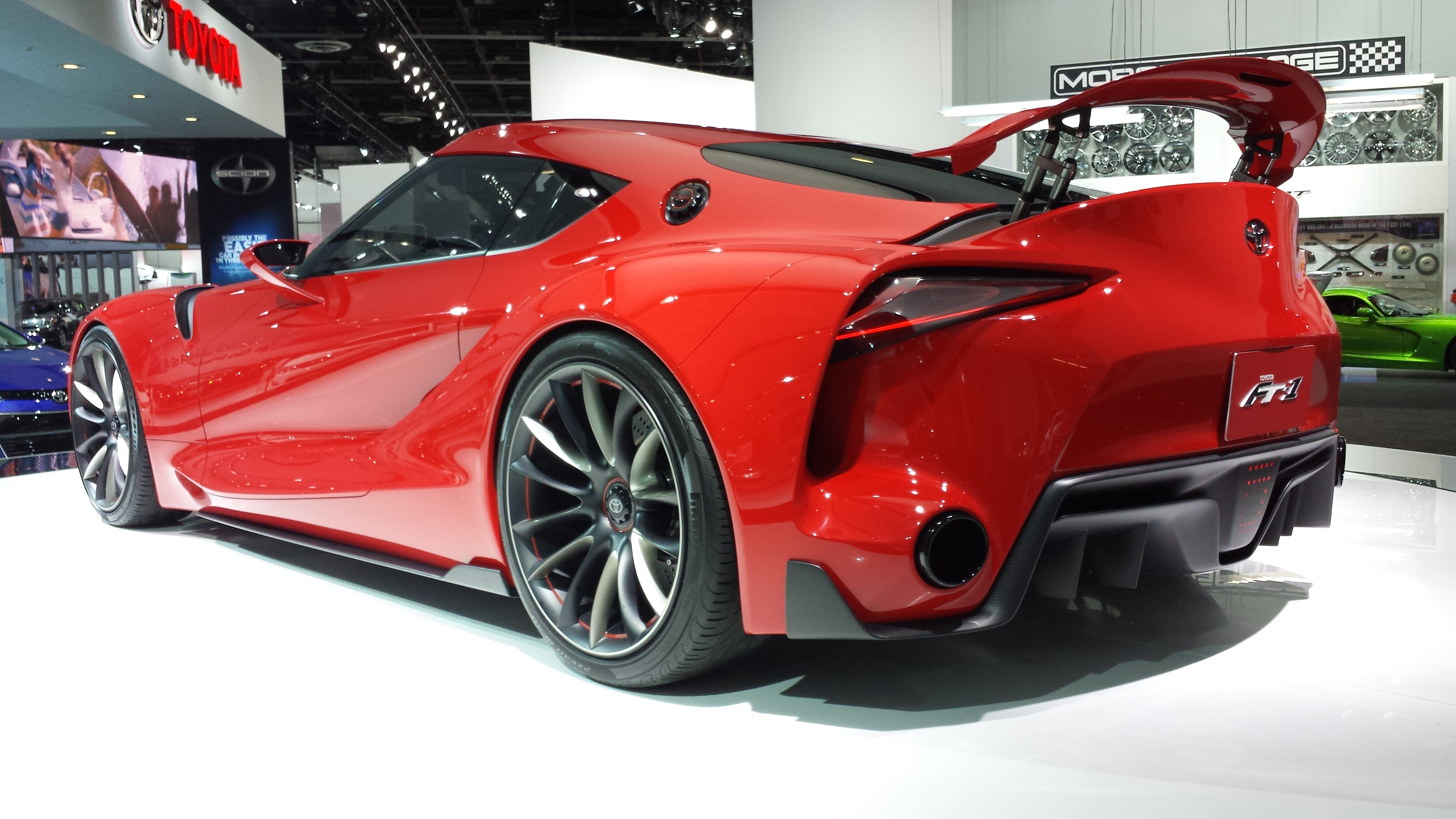

Toyota FT-HS 2007
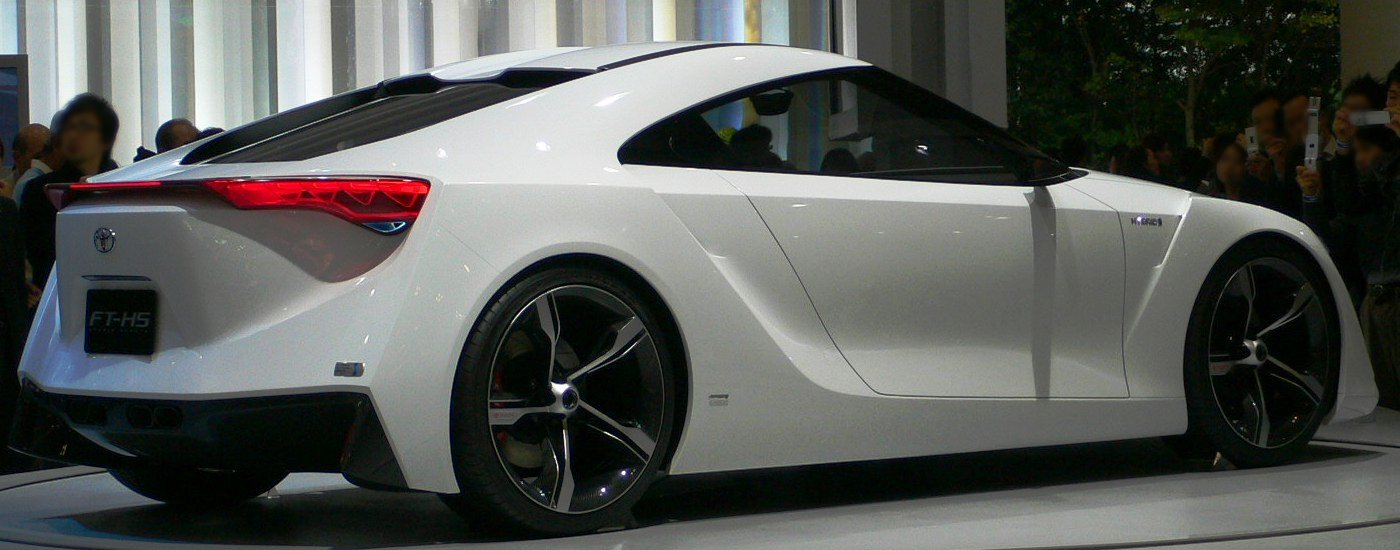
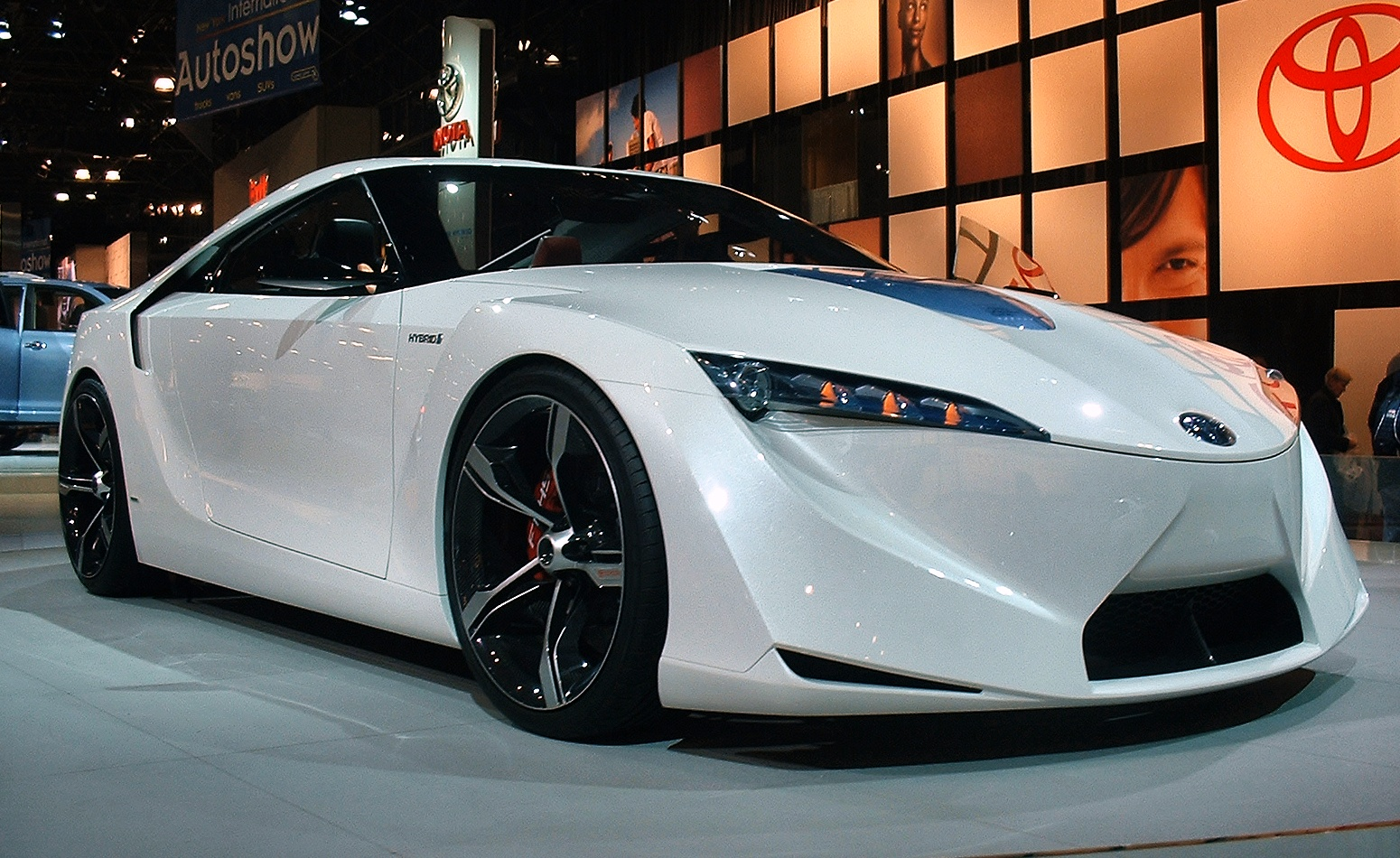

## Sport automobile

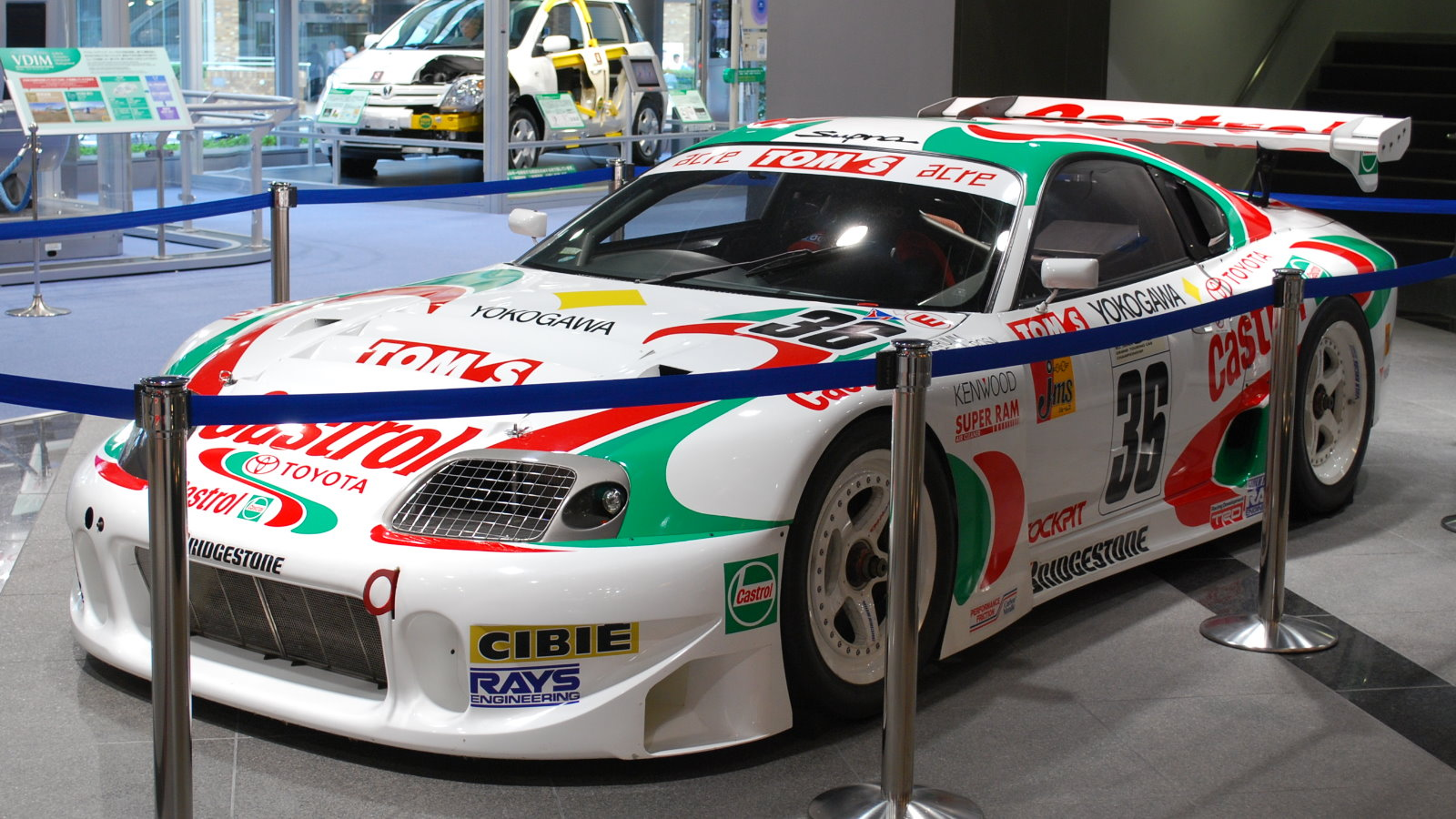
Toyota Castrol TOM's Supra au salon AMLUX de Toyota ayant participé au JGTC

La Supra a été utilisée à de nombreux niveaux du sport automobile, avec quelques exemples marquants dans le groupe A (international) et le JGTC / Super GT (Japon).